# アイオン台風
アイオン台風（アイオンたいふう、昭和23年台風第21号、国際名：アイオン/Ione）は、1948年（昭和23年）9月16日に関東地方に上陸し、各地に洪水被害をもたらした台風である。関東地方はこの前年もカスリーン台風に襲われており、アイオン台風がさらに追い打ちをかけた形となった。

## 概要

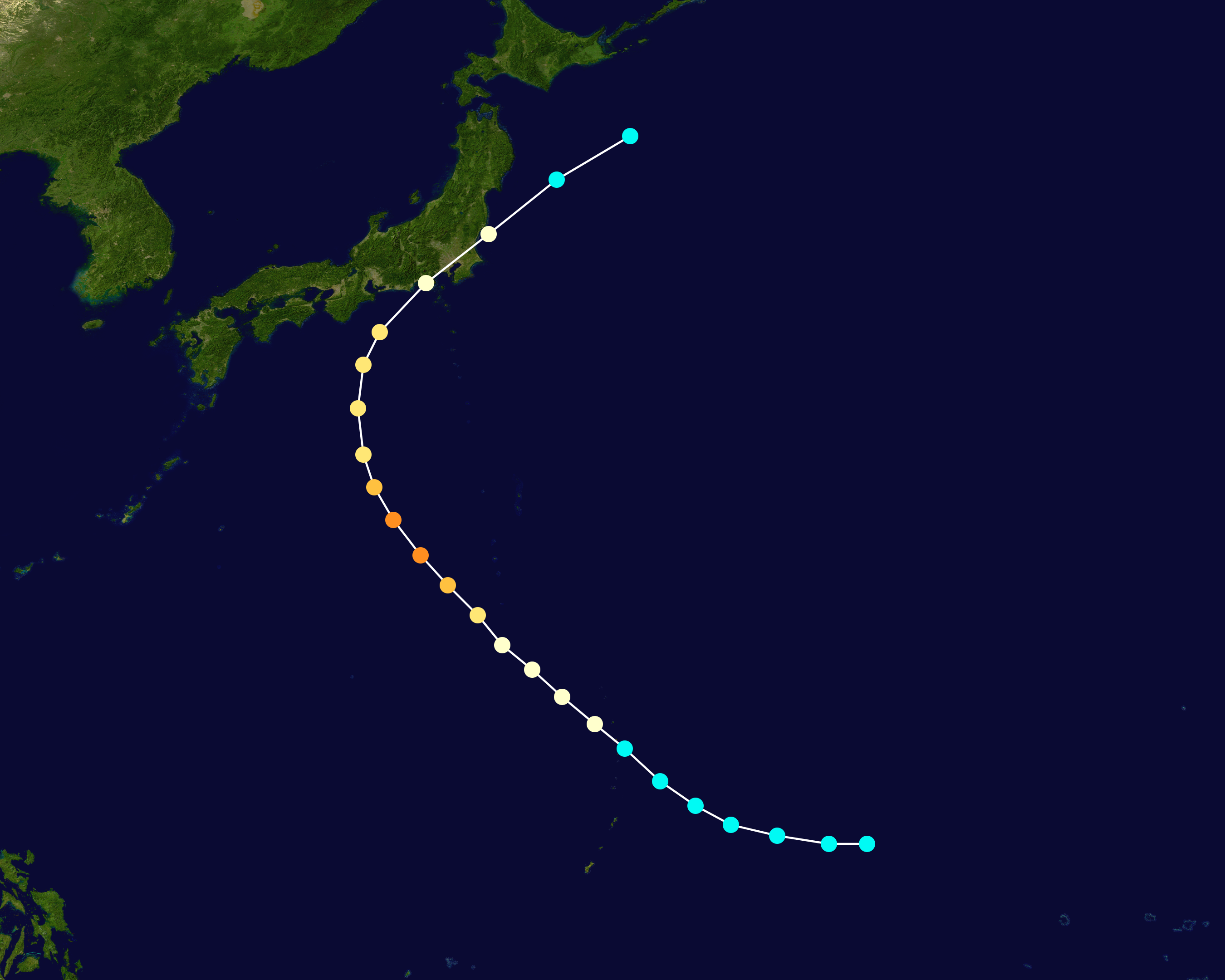
進路図

9月7日にマーシャル諸島東部で発生した台風21号は、勢力を強めながら北上し、15日に最盛期を迎えて中心気圧940 hPa となった。16日に静岡県伊豆半島南部をかすめて東京の伊豆大島付近を通り、千葉県館山市富崎と木更津市の間に上陸した。その後千葉県銚子市付近から太平洋に出て、宮城県金華山の東約100kmの海上を通って、北海道南東沖を通過しベーリング海へと進んだ。
千葉県館山市富崎で最大風速46.7m/s（最大瞬間風速60.1m/s）を観測するなど、台風の中心付近では風が強くなり、千葉県を中心に家屋の倒壊が多く発生した。また、台風の前面にあった前線の活動が活発化したため、期間降水量は宮城県仙台市で351.1mm、岩手県宮古市宮古で249.3mmに達するなど、東北地方の太平洋側で大雨となった。岩手県では北上川やその支流が氾濫し、一関市を中心に700名を超える死者・行方不明者が出るなど、前年のカスリーン台風による被害を上回る災害となった。

## 対策
前年のカスリーン台風に続く連年の北上川流域の水害により、北上川の治水計画は根本からの変更を迫られた。1941年（昭和16年）に旧内務省は「北上川上流改修計画」を策定し、この中で岩手県内の北上川水系主要河川（北上川本川・雫石川・猿ヶ石川・和賀川・胆沢川）に洪水調節用のダムを建設する事業に着手していた。これが「北上川五大ダム」事業の発端であるが、この台風を受けて建設省（現・国土交通省）は根本的な洪水流量の改訂を行った。1949年（昭和24年）、経済安定本部は全国主要10水系において、水害から都市を守り経済活動への影響を最小限に抑える事を目的に「河川改訂改修計画」を定めた。この中で北上川は支流の江合川と共に対象水系となり、系統的な洪水調節計画を練った。この結果従来の改修計画を大幅に変更した「北上川上流改訂改修計画」を定め、五大ダム事業も規模や建設予定地を変更して両台風時における豪雨でも十分な洪水調節機能を発揮できる様に計画変更を行った。
さらに1951年（昭和26年）には国土保全と経済発展のために河川総合開発による地域振興を図ることを目的とした「国土総合開発法」が施行され、全国22地域が「特定総合開発地域」に指定された。北上川水系は「北上特定地域総合開発計画」として北上川水系全域と鳴瀬川水系が総合開発の対象地域に指定された。これにより北上川水系では多目的ダムの建設が建設省や岩手県・宮城県の手によって進められた。上記の計画に基づき建設されたダムとして、石淵ダム（胆沢川）・田瀬ダム（猿ヶ石川）・湯田ダム（和賀川）・四十四田ダム（北上川）・御所ダム（雫石川）の「北上川5大ダム」を始め、鳴子ダム（江合川）・花山ダム（迫川）・栗駒ダム（三迫川）がある。また、一関市には一関遊水池が建設され、迫川には南谷地遊水池が建設されて洪水を一時的に貯留する遊水地も建設された。さらに自然湖を洪水調節用調整池化する計画も立てられ、これにより長沼ダムが建設された。

## 被害
- 死者 512名[注 1]、行方不明者 326名、負傷者 1,956名
- 住家の全・半壊・流出 18,017戸
- 住家の床上・床下浸水 120,035戸
- 耕地被害 133,428 ha
- 船舶被害 435隻